# 舊香港海洋公園水上樂園
水上樂園（英語：Water World）為香港海洋公園一座於1980年代興建及啟用，於1999年關閉及拆卸的夏季開放室外水上遊樂設施。
至2013年，園方落實興建第二代水上樂園，佔地57,000平方米，將會興建主體建築物為樓高3層、分為室內及室外的全天候水上遊樂設施，包含兩座人造沙灘在內的30項遊樂設施。於竣工後，每日最多可以容納10,500名遊客。新水上樂園由2015年11月開始動工，2019年完工，延至2021年9月21日落成及正式開幕。

## 歷史
於1982年至1984年年間，英皇御准香港賽馬會撥款2.4億港元予香港海洋公園進行第二期發展工程，當中包括興建一座室外水上樂園。
自1984年開業以來，水上樂園的年平均入場人次為34萬6千人，並於1987年到達43萬4千人的頂峰。之後，水上樂園開始出現虧蝕，並下跌至1998年的21萬人次。同年，海洋公園提出關閉水上樂園，並建議將原址重建為一家三星級酒店。其後，計劃改為將水上樂園改建為「海洋奇觀」園區（並非現時的同名水族館），包含海洋動物館、激流之旅及漁村餐飲購物消閒區，當時預計於2002年落成。1999年5月，港府批出五億元貸款予公園作重建計劃，但園方最終擱置計劃，以待籌備整個公園的全面重新發展工作。
海洋公園指出兩個市政局所興建的水上活動場地日增，以致水上樂園的吸引力下降，令入場人數平均只達可容人數的七成。同時，水上樂園佔海洋公園低地的大部分地方，但每年只開放120天（5月至9月），亦影響公園的營運效益。
因此，水上樂園最終於1999年10月關閉。水上樂園結業前最後一日，進場的旅客萬人空巷，人山人海，致使香港仔隧道、東區海底隧道及銅鑼灣的交通擠塞情況嚴重。
水上樂園關閉後，浪濤灣及巨型滑水梯於2002年下旬被填平改建為「海洋綜藝廣場」，2005年轉為「格蘭披治地帶」高卡車場，2007年新增「七彩昇空天地」。其餘部分則一直荒廢，除五彩天梯於2003年下旬拆去外，其餘設施至2006年11月全新發展計劃開展後，才一併連同山下其餘區域的設施拆卸重建。

### 提倡與落實興建第二代水上樂園
2011年，時任行政長官曾蔭權透過《2011至2012年度香港行政長官施政報告》宣佈，香港海洋公園正在研究於大樹灣一帶，即今集古村區域，將其改造成為全天候水上樂園及配套設施（包括飲食及其他娛樂設施），內分一座室內水上樂園及一座可以作為不同比賽的世界級溜冰場兩個小區2012年12月，根據初步評估認為，於海洋公園經營水上樂園比較可行，惟考慮到財務安排及利潤等，興建溜冰場則未必划算。故此，興建溜冰場的計劃有可能會被剔出第二輪擴建工程之外，留待日後有充裕資金時再行考慮；亦有可能是先行興建水上樂園，不同步興建及落成溜冰場。
2014年3月30日，香港海洋公園向南區區議會地區發展及環境事務委員會呈交海洋公園大樹灣發展項目（Tai Shue Wan Development Project of Ocean Park）的設計圖，首度公開水上樂園的設計及布局，獲得支持，其後向城市規劃委員會提交申請。

## 門票
1986年成人券40元，成人晚間券（5:00pm-10:30pm）30元，小童及中學生券20元，小童及中學生晚間券（5:00pm-10:30pm）15元。1994年成人票60元。而水上樂園的競爭對手香港公眾游泳池，1987年票價是14-60歲收8元、14歲以下及60歲以上收4元，泳池1991年票價是14-60歲收12元、14歲以下及60歲以上收6元。

## 設施
水上樂園佔地30,470平方米，僅夏季5月至9月開放，當時（包括西餐廳）共有11個景點。

### 第一期落成景點
- 浪濤灣

兩個大型水池之一，長65米，當浪濤音樂響起，會製造三呎高的人工巨浪。
- 淺丘流水

位於浪濤灣旁邊，為附有小型流水的按摩池。
- 水陸穿梭

池中兩端設繩索柱，泳客需腳踏一行浮桶，緊握上方的繩索橫過水池前往對岸。水陸穿梭開幕初年為仿沙灘日光浴場，1987年初在水上樂園關閉期間改裝為水陸穿梭泳池，同年4月17日啟用。
- 巨型滑水梯

靠近山坡設有一組兩條滑水梯，平地設有一組三條滑水梯，以時速22公里的俯衝速度滑落。
- 激流旅程

位處山坡巨型滑水梯旁，泳客坐在水泡上沿著迂迴的滑水梯滑落，穿過170米長的激流，中途經過多個小水池。
- 神奇湧泉

位處兩組滑水梯的終點旁，為大型噴水池，一些桶形泉座不斷湧出水柱及珠泡，飛濺各種水花。
- 歷險池

兩個大型水池之一，設有各種水上遊樂設施，池內設兩島，以神仙索（繩索滑道）連接。
- 兒童池

淺水泳池，有兩條噴水水柱射向泳池，供小孩玩樂。

### 第二期落成景點
水上樂園於第二期向靠近山坡的東南角發展，佔用原有公園的自由動物園部分，改建為兩個新水上設施，並於1988年6月2日啟用。
- 五彩天梯

五條彩色的筆直滑水梯，長50米、高15.5米，泳客以時速15公里沖落滑水梯。
- 開心河

環繞五彩天梯終點建成環形河流，泳客坐在大水泡中漂流五分鐘，途經熱帶森林、奇趣古蹟、深山洞穴等景色。